# Haute-Marne
Haute-Marne je francouzský departement ležící v regionu Grand Est. Název departementu je odvozen od řeky Marne, která zde pramení. Hlavní město je Chaumont.

## Geografie

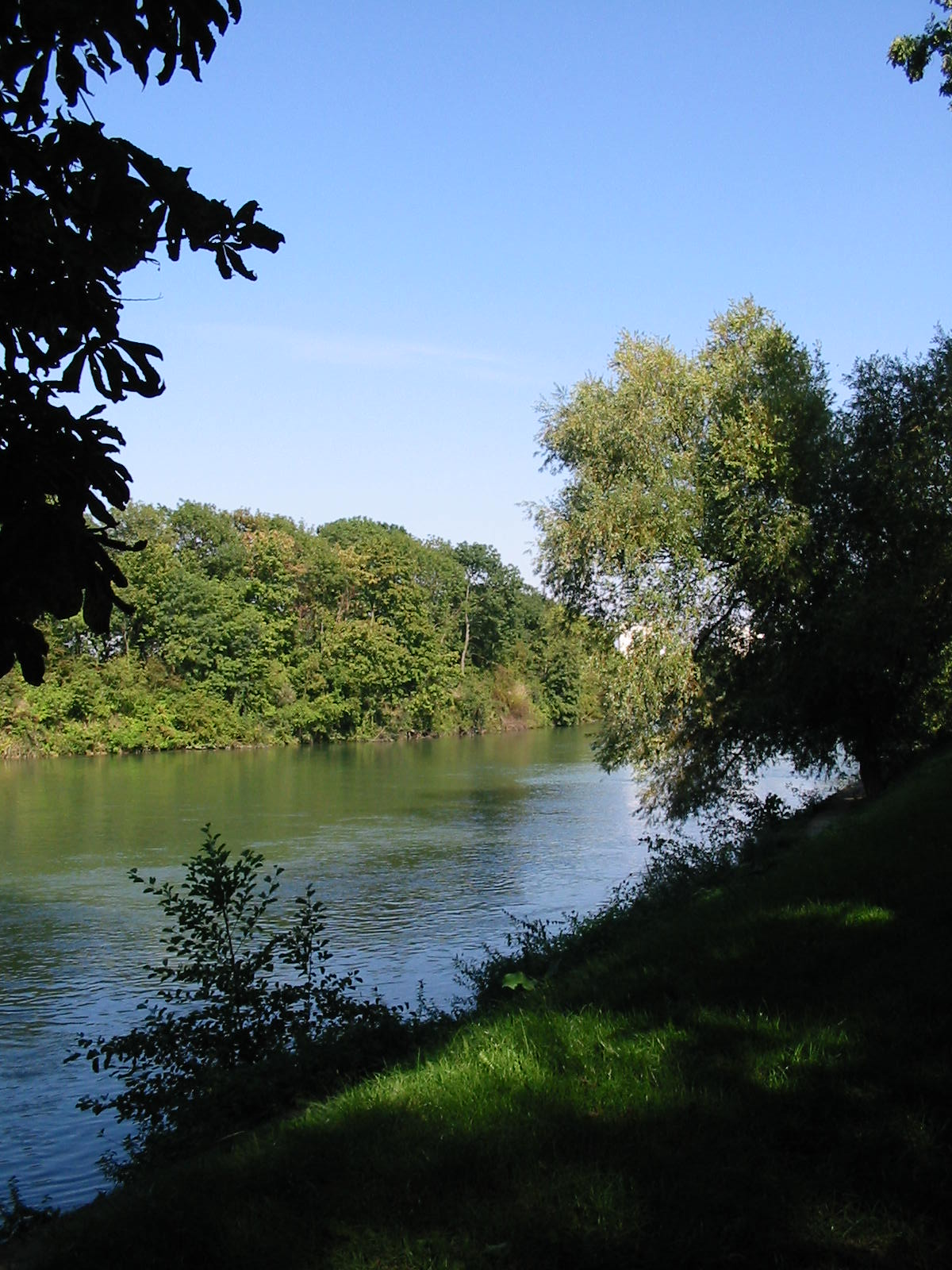
Řeka Marne

## Nejvýznamnější města

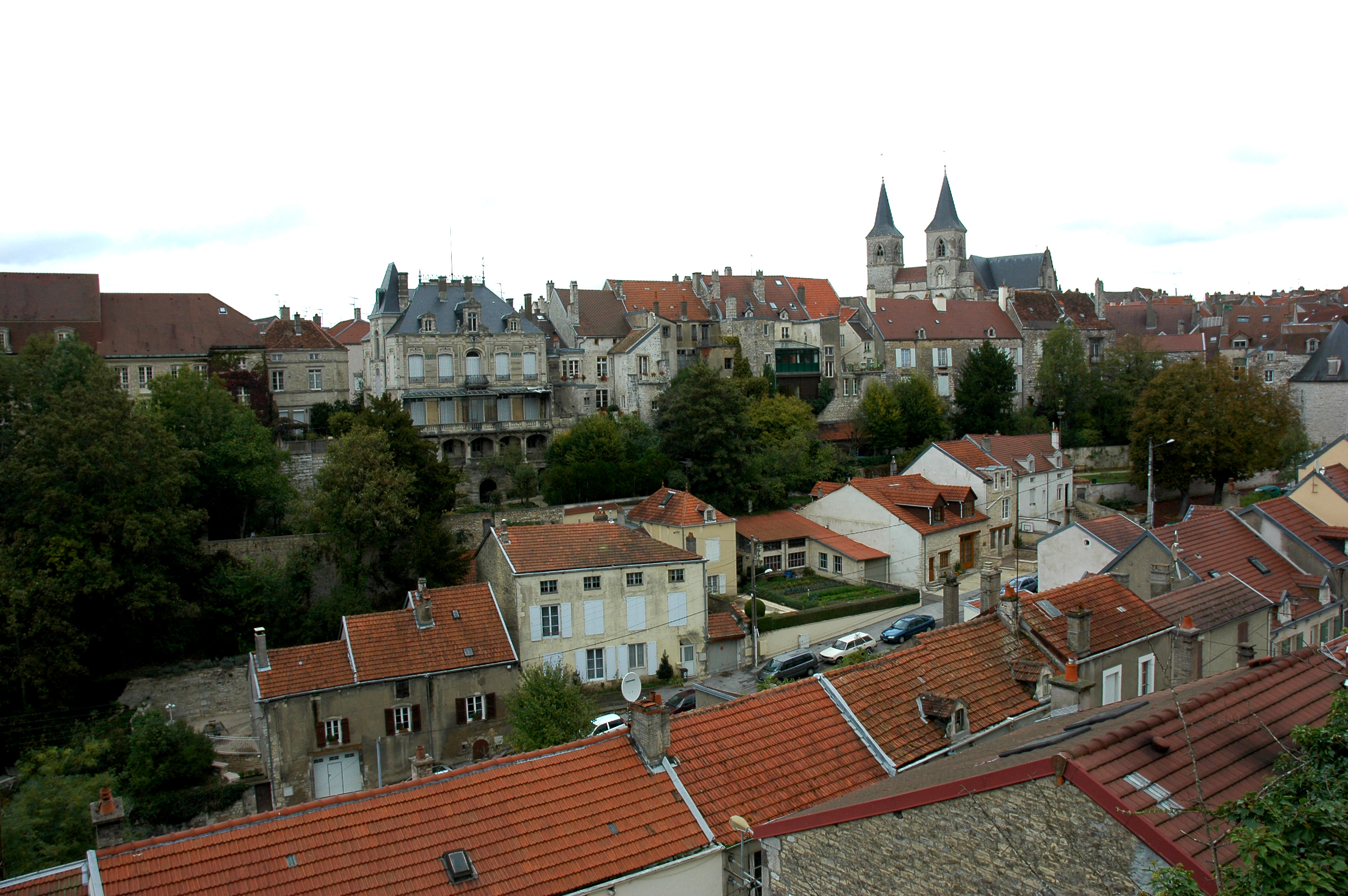
Město Chaumont

- Chaumont
- Langres
- Saint-Dizier

## Osobnosti spjaté s departementem Haute-Marne

### Osobnosti narozené v Haute-Marne
- Marcel Arland, spisovatel
- Edmé Bouchardon, sochař
- Charles Dadant, včelař

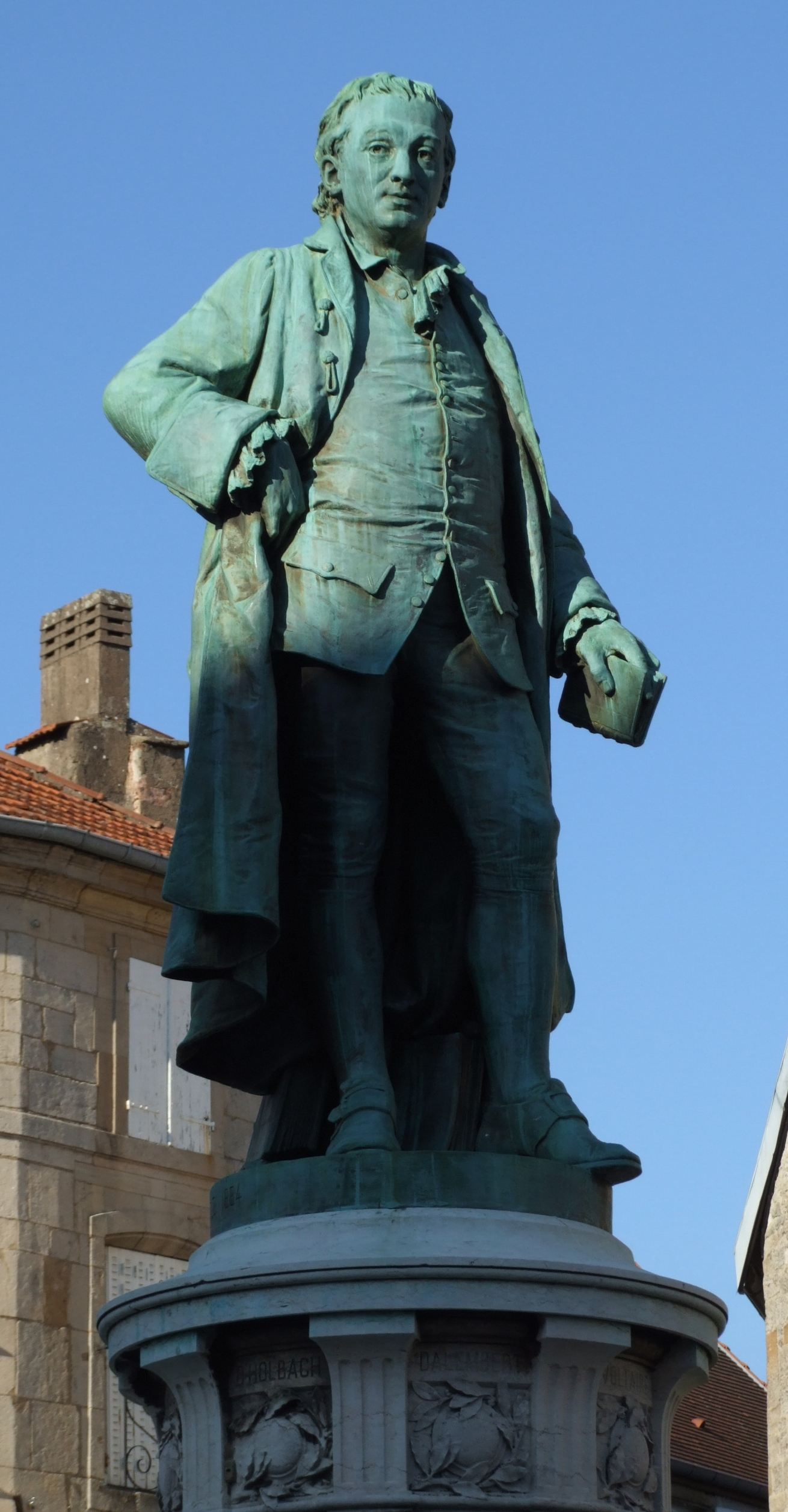
Socha Denise Diderota v Langres

- Denis Diderot, spisovatel, filozof
- Camille Flammarion, astronom
- Guy Fréquelin, automobilový závodník
- Jacques Gaillot, titulární biskup Partenie, odvolaný biskup Évreux
- Jean de Joinville, kronikář
- Philippe Lebon, vynálezce
- Louise Michelová, anarchistka
- Albin Michel

### Lidé, kteří žili v Haute-Marne
- Charles de Gaulle
- Voltaire